# Emil Manus
Emil Manus, född Emil Bernhard Svensson i Landskrona den 29 november 1889, död i Stockholm 27 juni 1935, var en svensk tidningsman, anarkist och syndikalist.

## Biografi
Emil Manus blev i unga år medlem av den ungsocialistiska rörelsen, och försörjde sig som typograf. Efter Storstrejken 1909 fick han sparken från Akademiska tryckeriet i Uppsala. Han begav sig därför i början av 1910 med ett par kamrater ut på gesällvandring i Europa. Efter hemkomsten samma år fick han arbete som sättare på tidningen Brands tryckeri i Stockholm. 1918 flyttade han med sin fru Eva till Köpenhamn, där de deltog i den danska ungsocialistiska rörelsen och utgivandet av tidningen "Det röde krig". I december 1922 deltog Manus i den syndikalistiska internationalens - Internationella Arbetare-Associationen (I.A.A.) - konstituerande konferens i Berlin, och reste efter dess avslutande med familjen till Paris. Då en internationell anarkistisk kongress skulle hållas där i oktober 1923, arresterades flera kända anarkister, däribland Manus, som utvisades tillbaka till Sverige. Manus arbetade därefter återigen för tidningen Brand, nu som expeditör och kassör. Vid SAC:s 25-årsjubileumskongress midsommaren 1935 insjuknade Manus plötsligt under en båtutflykt på kvällen den 27 juni, och dog på väg till sjukhuset. Hans sista ord var, enligt Brands dåvarande redaktör Carl Johan Björklund: ”Jag känner att jag dör pojkar! Vräk kadavret i sjön.” Vid hans begravning den 6 juli närvarade hundratals organisationskamrater och tio år senare, 1945, avtäcktes på Nya kyrkogården i Enskede en minnesvård över Emil Manus.